# Miguel Farré Mallofré
Miguel Farré Mallofré Tarrasa, 23 de febrero de 1936-Ib., 29 de mayo de 2021) fue un pianista y maestro internacional de ajedrez español.

## Carrera ajedrecística
Fue una vez subcampeón de España en 1957 por detrás del gran maestro internacional Arturo Pomar Salamanca. Fue dos veces subcampeón de Cataluña de ajedrez, en los años 1955 y 1957.
Participó en dos campeonatos del Mundo juvenil en 1953 en Copenhague y en 1955 en Amberes, en esta última participación, quedó en la tercera posición, por detrás del soviético Borís Spaski, primero, y del estadounidense Edmar Mednis, segundo, y por delante del argentino Oscar Panno, cuarto.
Participó representando a España en dos Olimpíadas de ajedrez en 1958 en Múnich y 1960 en Leipzig y en dos Copa Clare Benedict en 1958 en Neuchâtel y 1960 en Biel/Bienne.

## Carrera musical
Paralelamente dedicó sus esfuerzos a la música, ganado en 1954 el Concurso Internacional de Música María Canals de  Barcelona.
Desde 1968 se dedica únicamente a la música, ganando la oposición a la cátedra de piano en el Conservatorio Municipal de Música de Barcelona, que ocupó hasta su fallecimiento.